# CARNATION IS THE GREAT R&R BAND! 〜C-SIDE OF CARNATION〜
『CARNATION IS THE GREAT R&R BAND! 〜C-SIDE OF CARNATION〜』（カーネーション・イズ・ザ・グレート・ロックンロール・バンド! シーサイド・オブ・カーネーション）は、カーネーションのベスト・アルバム。2004年8月25日にコロムビアミュージックエンタテインメントより発売。
20周年記念のあくまで「C-SIDE」な選曲のアルバム。徳間ジャパンからcutting edgeまでの曲を収録。

## 収録曲

### Disc 1
1. YOUNG WISE MEN
2. ごきげんいかが工場長
3. 愛しのリボンちゃん
4. Gong Show
5. ロック・ゾンビ
6. モーレツな人 モーレツな恋
7. パーキングメーター
8. からまわる世界
9. ファームの太陽
10. 学校で何おそわってんの
11. The End of Summer
12. 地球はまわる
13. ダイナマイト・ボイン
14. アイ・アム・サル
15. ローマ・函館
16. Love Experience

### Disc 2
1. ハイウェイ・ソング
2. Rocket Of Love
3. Something's Coming
4. ドラゴン・シャフト
5. クエスチョンズ
6. Hello,Hello
7. 60wはぼくの頭の上で光ってる
8. ハッピー☆アンラッキー
9. アンブレラ
10. FUNNY
11. LEMON CREME
12. MOTORCYCLE & PSYCHOLOGY
13. OOH! BABY
14. LOVERS & SISTERS
15. It's a Beautiful Day〜Edo River〜Garden City Life（2004 Live Medley Version）
16. 夜の煙突（2001 Live Solo Version）